# 巴紐埃拉峰
38°25′14.34″N 4°14′9.29″W / 38.4206500°N 4.2359139°W
巴紐埃拉峰（Bañuela），是西班牙的山峰，位於該國中部卡斯蒂利亞-拉曼恰自治區的雷阿爾城省，屬於莫雷納山脈的一部分，海拔高度1,332米，是該山脈的最高點。